# مدرسة السعادة (الكويت)
مدرسة السعادة ، مدرسة أنشئت في عام 1924 م، وهي ثالث مدرسة في تاريخ الكويت لتعليم الفقراء والأيتام قديما ويؤمها أيضاً الأغنياء من أهل الكويت وتكفل تاجر اللؤلؤ شملان بن علي بن سيف بنفقات المدرسة وإحتياجيها من ماله الخاص بدأ من مستلزمات التدريس من كتب الي رواتب طاقم التدريس.

## طاقم التدريس والطلبة
بلغ عدد الطلاب في المدرسة مائتي طالب وطاقم التدريس ثمانية مدرسين وناظرها هو الشيخ أحمد بن خميس، ومبني المدرسة يتكون من دورين الدور الأول للطلاب صغار السن والدور الثاني للطلاب كبار السن وفيها يتم تعليم الكتابة القراءة والفقه والنحو وغيرها من المواد. 

## موقعها ومنهجها
تقع المدرسة في الحي الشرقي من مدينة الكويت وتحديدآ على ساحل البحر مباشرة في شارع يسمي«فريج ابن خميس»، وكان منهجها تدريس الفقه المالكي بعد زيارة الشيخ محمد الخضري للكويت وللمدرسة واقتراحه ذلك كما كان يدرس فيها الشيخ محمد هلال الازهري مبادئ علوم الأعمال اليدوية كالصابون والشمع والكبريت والمساحيق، وقد تم ذكر بعض المناهج في المدرسة في أحد الاحتفالات التي أقيمت في المدرسة، وكان الشيخ عبد الوهاب بن عبد الرحمن الفارس يعلم الطلاب الخط العربي.

## إغلاق المدرسة
لم يكتب لهذه المدرسة الاستمرار حيث تعرض تاجر الؤلؤ شملان بن علي بن سيف بعد كساد اللؤلؤة لخسارة في أمواله أدت لاحقا إلي إغلاق المدرسة في عام 1934 ميلادي ورغم ذلك لم يقم في بيع مبني المدرسة أو يؤجره حيث عرض علية ذلك بل قام في أعطاء المبني «هبة» لمدرسة حمادة لتستغله لنفس العمل التربوي.

## زوار المدرسة
زار المدرسة عدد من الشخصيات ومنها الزعيم التونسي والسياسي الشيخ عبد العزيز الثعالبي ووزير الدولة وتاجر اللؤلؤ السعودي وعبدالرحمن القصيبي.